# Slandön
Slandön är en ö i Södra Björkfjärden i Mälaren öster om Enhörnalandet i Ytterenhörna socken i Södertälje kommun i Södermanland, Stockholms län.
Större delen av ön köptes 1945 av Metall avd. 30, för att användas som rekreationsanläggning och invigdes vid avdelningens femtioårsjubileum 1946. Slandön såldes av Metall 2015. 
Ön hyser idag 23 privata fastigheter inom en samfällighetsförening. Delar av ön är avsatt till ett naturreservat, Slandöns naturreservat.